# Ster ZLM Toer
La Ster ZLM Toer (oficialmente: Ster ZLM Toer GP Jan van Heeswijk o ZLM Tour) es una carrera ciclista profesional por etapas que se disputa en los Países Bajos, en el mes de junio.
Es profesional desde el año 1998, ascendiendo progresivamente de la categoría 2.5 a la 2.3 y desde la creación de los Circuitos Continentales UCI en 2005 incorporándose al UCI Europe Tour en la categoría 2.1. Anteriormente fue amateur.
La prueba consta de cinco etapas y siempre tiene final en la ciudad de Eindhoven. La prueba pasa por muchos de los tramos de la famosa clásica Amstel Gold Race.

## Nombre de la prueba
La prueba se ha denominado de las siguientes maneras:
- Rondom Schijndel (1987-1989)
- Teleflex Tour (1990-1997)
- Ster der Beloften (1998-2000)
- Ster Elektrotoer (2001-2010)
- Ster ZLM Toer (2011-2017)
- ZLM Tour (2019-act.)

## Palmarés
| Año                                       | Ganador             | Segundo               | Tercero              |           |
| ----------------------------------------- | ------------------- | --------------------- | -------------------- | --------- |
| Rondom Schijndel ediciones amateur        |                     |                       |                      |           |
| 1987                                      | Theo Gevers         | Jos Bol               | Frank van Merwijk    |           |
| 1988                                      | Arno Ottevanger     | Menno Vink            | Harry Rozendal       |           |
| 1989                                      | Reem Kok            | Anthony Theus         | Luboš Lom            |           |
| Teleflex Tour                             |                     |                       |                      |           |
| 1990                                      | John den Braber     | Servais Knaven        | Tonnie Akkermans     |           |
| 1991                                      | Tristan Hoffman     | Niels Boogaard        | Arno Ottevanger      |           |
| 1992                                      | Martin van Steen    | Robert de Poel        | Saulius Šarkauskas   |           |
| 1993                                      | Servais Knaven      | Wim van de Meulenhof  | Patrick Jonker       |           |
| 1994                                      | Jos Wolfkamp        | Bennie Gosink         | Remigijus Lupeikis   |           |
| 1995                                      | Bennie Gosink       | Lucien de Louw        | Jan Boven            |           |
| 1996                                      | Tyler Hamilton      | Nate Reiss            | Danny Nelissen       |           |
| 1997                                      | Eddy Bouwmans       | Bert Hiemstra         | Wim van de Meulenhof |           |
| Ster der Beloften ediciones profesionales |                     |                       |                      |           |
| 1998                                      | Karsten Kroon       | Ralf Grabsch          | Bjørnar Vestøl       |           |
| 1999                                      | Ralf Grabsch        | Frank McCormack       | Erwin Thijs          |           |
| 2000                                      | Andy De Smet        | Bram Tankink          | Andréi Kashechkin    |           |
| Ster Elektrotoer                          |                     |                       |                      |           |
| 2001                                      | Xavier Jan          | Marcel Strauss        | René Haselbacher     |           |
| 2002                                      | Bart Voskamp        | Bram Schmitz          | Michael Boogerd      |           |
| 2003                                      | Gerben Löwik        | Niels Scheuneman      | Rik Reinerink        |           |
| 2004                                      | Nick Nuyens         | Paul Van Hyfte        | Philippe Gilbert     |           |
| 2005                                      | Stefan Schumacher   | Nick Nuyens           | Laurens ten Dam      |           |
| 2006                                      | Kurt Asle Arvesen   | Jurgen Van de Walle   | Paolo Bossoni        |           |
| 2007                                      | Sebastian Langeveld | Paul Martens          | Kurt Asle Arvesen    |           |
| 2008                                      | Enrico Gasparotto   | Vasil Kiryienka       | Nikolái Trusov       |           |
| 2009                                      | Philippe Gilbert    | Niki Terpstra         | Borut Božič          |           |
| 2010                                      | Adam Hansen         | Johan Coenen          | Thomas de Gendt      |           |
| Ster ZLM Toer                             |                     |                       |                      |           |
| 2011                                      | Philippe Gilbert    | Niki Terpstra         | Ramūnas Navardauskas |           |
| 2012                                      | Mark Cavendish      | Lars Boom             | Jürgen Roelandts     |           |
| 2013                                      | Lars Boom           | André Greipel         | Mark Cavendish       |           |
| 2014                                      | Philippe Gilbert    | Tim Wellens           | Gianni Meersman      |           |
| 2015                                      | André Greipel       | Yves Lampaert         | Moreno Hofland       |           |
| 2016                                      | Sep Vanmarcke       | Sean De Bie           | Jos van Emden        |           |
| 2017                                      | José Gonçalves      | Primož Roglič         | Laurens De Plus      |           |
| 2018 edición cancelada                    |                     |                       |                      |           |
| 2019                                      | Mike Teunissen      | Amund Grøndahl Jansen | Mads Würtz           |           |
| ZLM Tour                                  |                     |                       |                      |           |
| 2020                                      | cancelada           | cancelada             | cancelada            | cancelada |
| 2021                                      | cancelada           | cancelada             | cancelada            | cancelada |
| 2022                                      | Olav Kooij          | Jakub Mareczko        | Aaron Van Poucke     |           |
| 2023                                      | Olav Kooij          | Samuel Welsford       | Nils Eekhoff         |           |
| 2024                                      | Rune Herregodts     | Max Walker            | Tom Bohli            |           |
| 2025                                      | cancelada           | cancelada             | cancelada            | cancelada |

## Palmarés por países
| País           | Victorias |
| -------------- | --------- |
| Países Bajos   | 18        |
| Bélgica        | 7         |
| Alemania       | 3         |
| Australia      | 1         |
| Estados Unidos | 1         |
| Francia        | 1         |
| Italia         | 1         |
| Noruega        | 1         |
| Reino Unido    | 1         |
| Portugal       | 1         |